# Discrimination des personnes de petite taille
La discrimination des personnes de petite taille est l'ensemble des traitements défavorables appliqués aux personnes de petite  taille (qu'elles aient ou non une forme de nanisme), influencés par leur représentation sociale, par comparaison aux personnes dont la taille est dans la norme, ou supérieure à la norme. 
La petite taille humaine, représentant un écart à la norme sociale, est une source d'inquiétudes et de fascination, générant des stéréotypes et des préjugés, en particulier ceux qui ont contribué à la construction de la figure du « nain », un personnage associé au comique et au surnaturel.  

## Dénomination
D'après la Dr en esthétique de l'image Carole Wrona, l'aspect dépréciatif associé au mot français « nain » est perceptible dès le XIIIe siècle. Les personnes ayant une forme de nanisme s'opposent unanimement à leur désignation comme étant des « nains », terme déshumanisant et réducteur,. L'expression « Personne (ou gens) de petite taille », choisie et demandée par les personnes concernées, recours à un adjectif pour ne pas avoir à utiliser le nom péjoratif de « nain ». Carole Wrona souligne la différence de perception et de regard entre les deux expressions, et définit la notion de « nain » comme « tout ce qui a été projeté sur les personnes de petite taille ». 
Dès 1968, l'association des Little People of America souligne l'opposition des intéressés à être désignés comme Dwarfs (nains) ou Midgets, deux termes associés à une importante oppression. L'association québécoise des personnes de petite taille explique que le mot « nain » « restreint l’individu à sa condition », et que « l’expression « personne de petite taille » n’est pas un euphémisme comme les autres, une tournure de plus pour correspondre au ton « politiquement correct » ambiant. Il s’agit d’une périphrase qui permet d’éviter un mot encore trop souvent associé à des personnages fictifs ou à des objets de décor ». De même, l'association française des personnes de petite taille souligne l'incapacité chronique des humoristes français à créer un spectacle sans se moquer des « nains », le nombre très élevé d'injures associées, et les parcours de vie des personnes de petite taille, souvent dramatiquement gâchés. La juriste française Anne-Sarah Kertudo note que le mot « nain » est aussi employé dans l'expression française « nain politique » pour désigner l'échec social.

## Histoire
La taille d'un être humain est l'un des premiers éléments perceptibles chez autrui, avant même son origine ethnique, en en particulier si l'écart à la norme est important. 
Le sort des Pygmées africains illustre bien l'existence de discriminations associées à la taille : d'après Mathieu Dehoumon, cette ethnie marginalisée, caractérisée par une taille généralement inférieure à 1,50 m sans condition médicale associée (pas de forme de nanisme), est victime de discriminations importantes par les autres ethnies africaines.
D'après Maria Cristina Murano, depuis les années 1940, la petite taille des enfants occidentaux est l'objet d'une médicalisation croissante, allant de la recherche de techniques pour allonger les membres, jusqu'à la prescription d'hormones de croissance. Les principales victimes de ces normalisations vers une taille moyenne ou supérieure sont plutôt les garçons, car concernant les filles, la petite taille est socialement mieux acceptée ; au contraire, diverses techniques sont tentées pour limiter la croissance des filles considérées comme trop grandes par rapport à la norme. 
La prescription d'hormones de croissance aux enfants de petite taille fait désormais l'objet d'un consensus médical. Murano souligne que la petite taille n'était pas, par le passé, considérée comme une condition pathologique (à l'exception des formes médicales de nanisme), mais que la petite taille par comparaison à la norme est désormais toujours traitée comme si elle était un problème médical. Elle cite en illustration le diagnostic de petite taille idiopathique, désignant un écart à la norme de taille sans causes médicales identifiées.

## Discrimination socio-économique
De manière générale, les personnes de petite taille ont des revenus économiques et un statut social inférieurs à ceux des personnes de plus grande taille. Elles subissent ainsi une importante discrimination à l'embauche.

## Discrimination affective
La petite taille est quasi-unanimement associée à une moindre attractivité des personnes concernées, en particulier chez les hommes, dans la mesure où la plupart des femmes sont attirées par des hommes de grande taille. 

## Représentation médiatique
D'après la thèse de Mariela A. Gonzalez, la représentation médiatique des personnes de petite taille est souvent très éloignée de la réalité, notamment parce qu'elle les cantonne au statut d'éléments comiques, ou leur prête des capacités surnaturelles (par exemple, dans la série américaine Le Magicien, dont l'acteur principal David Rappaport souffrait de dépression et finit par se suicider). 
Gonzalez souligne cependant l'adéquation de la représentation du personnage de Tyrion Lannister dans la série Game of Thrones, qui est l'une des rares séries télévisées à représenter adéquatement les préjudices et les traitements d'inéquité auxquels ces personnes doivent faire face.